# Distrito de Putinza

La Provincia de Yauyos en el Departamento de Lima, Perú.

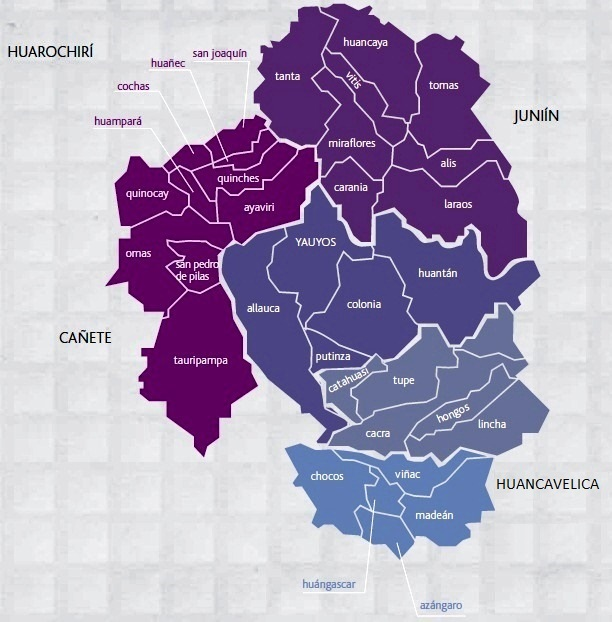
La provincia de Yauyos y sus 33 distritos.

El Distrito de Putinza es uno de los  treinta y tres distritos que conforman la Provincia de Yauyos, perteneciente al Departamento de Lima, en el Perú  y bajo la administración del Gobierno Regional de Lima-Provincias. 
Desde el punto de vista jerárquico de la Iglesia católica, forma parte de la Prelatura de Yauyos.

## Historia
El distrito fue creado mediante Ley N° 15154 del 6 de octubre de 1964, en el primer gobierno del Presidente Fernando Belaúnde Terry.

## Geografía
Tiene una superficie de 66,44 km². Su capital es San Lorenzo de Putinza, asimismo es el primer productor de manzana en la provincia de Yauyos. Son apellidos comunes: Luciani, Jesusi, Sandoval, Samaniego, Alcalá, Huapaya, Apolinario, Melgarejo, Mateo y Rojas.

## Autoridades

### Municipales
- 2015 - 2018[2]
  - Alcalde: Roly Santos Melgarejo Rodríguez, Movimiento Patria Joven (PJ).
  - Regidores: Adolfo John Quispe Rivera (PJ), Jhony Miguel Sandoval Santos (PJ), Rufino Rosshelli Jesusi Santos (PJ), Anamelba Silda Luciani Sandoval (PJ), Marino Juan Alcalá Santos (Concertación para el Desarrollo Regional).
- 2011 - 2014[3]
  - Alcalde: Roly Santos Melgarejo Rodríguez, Movimiento Patria Joven  (PJ).
  - Regidores: Adolfo John Quispe Rivera (PJ), Pablo Amancio Rojas Santos (PJ), Jimmy Alberto Samaniego Santos (PJ), Claudia Arteaga Apolaya (PJ), Sonia Fazile Jesusi Sandoval (Concertación para el Desarrollo Regional).
- 2007 - 2010
  - Alcalde: Adelmo Ferrand Quispe Rojas, Agrupación independiente Si cumple.
- 2003 - 2005[4]
  - Alcalde: Celso Marcelino Jesusi Morales, Alianza electoral Unidad Nacional.
- 1999 - 2002
  - Alcalde: Nicolás Rojas Apolinario, Movimiento independiente Yauyos eres Tú.
- 1996 - 1998
  - Alcalde: Edgardo Salvador Alcalá, Lista independiente N° 15 Movimiento independiente Fujimori 95.
- 1993 - 1995
  - Alcalde:
- 1990 - 1992
  - Alcalde:  .
- 1987 - 1989
  - Alcalde:  .
- 1984 - 1986
  - Alcalde: Marcelino Quispe Muñoz, Partido Acción Popular.
- 1981 - 1983
  - Alcalde: Julián Samaniego Gutiérrez, Partido Acción Popular.

### Policiales
- Comisaría de Putinza
  - Comisario: Mayor PNP.[5]

### Religiosas
- Prelatura de Yauyos[6]
  - Obispo Prelado: Mons. Ricardo García García.[7]
- Parroquia Santo Domingo - Yauyos[8]
  - Párroco: Pbro. Sadid Medina Chumpitaz
  - Vicario parroquial: Pbro. Roger Ávalos Hernández.

## Educación

### Instituciones educativas
- I.E

## Festividades
```
Las festividades son fiesta de los negritos de putinza que los negritos bailan mientras que los comuneros riegan.
```